# Wschód (Lubię zapierdalać)
Wschód (Lubię zapierdalać) – singel polskich raperów Bedoesa, White’a 2115 oraz Kosy. Utwór pochodzi z trzeciego albumu studyjnego Bedoesa, Opowieści z Doliny Smoków. Singel został wydany 29 listopada 2019.
Nagranie uzyskało w Polsce certyfikat podwójnie platynowej płyty, przekraczając liczbę 100 tysięcy sprzedanych kopii.

## Geneza utworu i historia wydania
Utwór napisali i skomponowali Borys Przybylski, Jan Kosiński, Sebastian Czekaj oraz Kamil Łanka, który również odpowiada za produkcję utworu.
Singel ukazał się w formacie digital download 29 listopada 2019 w Polsce za pośrednictwem wytwórni płytowej SBM Label. Piosenka została umieszczona na trzecim albumie studyjnym Beodesa – Opowieści z Doliny Smoków.

## Lista utworów
- Digital download[2]

1. „Wschód (Lubię zapierdalać)” – 4:08

## Certyfikaty
| Kraj          | Certyfikat         | Sprzedaż |
| ------------- | ------------------ | -------- |
| Polska (ZPAV) | 2× platynowa płyta | 100 000+ |